# 貝爾 (愛達荷州)
貝爾（英語：Bear）是位於美國愛達荷州亞當斯縣的一個非建制地區。該地的面積和人口皆未知。

## 地理
貝爾的座標為45°01′28″N 116°40′20″W / 45.02444°N 116.67222°W，而該地的平均海拔高度為1347米（即4419英尺）。